# Taça do Mundo de Atletismo de 2006
A décima edição da Taça do Mundo de Atletismo teve lugar no Estádio Olímpico de Atenas, na Grécia, em 16 e 17 de setembro de 2006. Tomaram parte nesta edição, para além das cinco selecções continentais e dos Estados Unidos, a França (1ª na Taça da Europa de Nações - sector masculino), a Rússia (1ª na Taça da Europa de Nações - sector feminino e 2ª no sector masculino) e a Polónia (2ª na Taça da Europa de Nações - sector feminino). Também a selecção do país organizador participou com uma equipa autónoma.

## Edições
1977 | 1979 | 1981 | |1985 | 1989 | 1992 | 1994 | 1998 | 2002 | 2006 | 2010 |

## Provas
| Corridas: 100 m - 200 m - 400 m - 800 m - 1500 m - 3000 m - 5000 m Obstáculos: 100 m barreiras - 110 m barreiras - 400 m barreiras - 3000 metros obstáculos Saltos: Altura - Comprimento - Triplo - Vara Lançamentos: Peso - Disco - Dardo - Martelo Estafetas: 4 x 100 m - 4 x 400 m |

## Equipas participantes
- AFR - África
- AME - Américas
- ASI - Ásia
- EUR - Europa
- FRA - França
- GRE - Grécia
- OCE - Oceânia
- POL - Polónia
- RUS - Rússia
- USA - Estados Unidos

## Resultados

### Classificações gerais
| Lugar | País           | Pontos |
| ----- | -------------- | ------ |
| 1     | Europa         | 140    |
| 2     | Estados Unidos | 136    |
| 3     | África         | 116    |
| 4     | Ásia           | 110    |
| 5     | Américas       | 104    |
| 6     | Rússia         | 89     |
| 7     | França         | 79     |
| 8     | Oceânia        | 78     |
| 9     | Grécia         | 44     |

| Lugar | País           | Pontos |
| ----- | -------------- | ------ |
| 1     | Rússia         | 137    |
| 2     | Europa         | 128    |
| 3     | Américas       | 117    |
| 4     | Estados Unidos | 101,5  |
| 5     | Polónia        | 97     |
| 6     | África         | 96,5   |
| 7     | Ásia           | 85,5   |
| 8     | Oceânia        | 73     |
| 9     | Grécia         | 60,5   |

### Resultados por prova

#### 100 metros
| Pos. | Atleta            | País              | Equipa | Marca    |
| ---- | ----------------- | ----------------- | ------ | -------- |
| 1    | Tyson Gay         | Estados Unidos    | USA    | 9"88     |
| 2    | Francis Obikwelu  | Portugal          | EUR    | 10"09    |
| 3    | Mark Burns        | Trinidad e Tobago | AME    | 10"14    |
| 4    | Uchenna Emedolu   | Nigéria           | AFR    | 10"14 SB |
| 5    | Ronald Pognon     | França            | FRA    | 10"17    |
| 6    | Yaozu Yang        | China             | ASI    | 10"21 PB |
| 7    | Andrey Yepishin   | Rússia            | RUS    | 10"27    |
| 8    | Patrick Johnson   | Austrália         | OCE    | 10"28    |
| 9    | Anastasios Gousis | Grécia            | GRE    | 10"34    |

| Pos. | Atleta           | País           | Equipa | Marca    |
| ---- | ---------------- | -------------- | ------ | -------- |
| 1    | Sherone Simpson  | Jamaica        | AME    | 10"97    |
| 2    | Torri Edwards    | Estados Unidos | USA    | 11"19    |
| 3    | Vida Anim        | Gana           | AFR    | 11"21 SB |
| 4    | Kim Gevaert      | Bélgica        | EUR    | 11"21    |
| 5    | Yuliya Gushchina | Rússia         | RUS    | 11"39    |
| 6    | Yeoryia Kokloni  | Grécia         | GRE    | 11"40    |
| 7    | Guzel Khubbieva  | Uzbequistão    | ASI    | 11"43 SB |
| 8    | Sally McLellan   | Austrália      | OCE    | 11"44    |
| 9    | Daria Onyśko     | Polónia        | POL    | 11"49    |

#### 200 metros
| Pos. | Atleta            | País            | Equipa | Marca |
| ---- | ----------------- | --------------- | ------ | ----- |
| 1    | Wallace Spearmon  | Estados Unidos  | USA    | 19"87 |
| 2    | Usain Bolt        | Jamaica         | AME    | 19"96 |
| 3    | Shingo Suetsugu   | Japão           | ASI    | 20"30 |
| 4    | Francis Obikwelu  | Portugal        | EUR    | 20"36 |
| 5    | Patrick Johnson   | Austrália       | OCE    | 20"52 |
| 6    | Anastasios Gousis | Grécia          | GRE    | 20"69 |
| 7    | Ivan Teplykh      | Rússia          | RUS    | 20"94 |
| 8    | Stéphan Buckland  | Ilhas Maurícias | AFR    | 20"96 |
| 9    | Manuel Reynaert   | França          | FRA    | 21"87 |

| Pos. | Atleta              | País           | Equipa | Marca    |
| ---- | ------------------- | -------------- | ------ | -------- |
| 1    | Sanya Richards      | Estados Unidos | USA    | 22"23    |
| 2    | Kim Gevaert         | Bélgica        | EUR    | 22"72    |
| 3    | Vida Anim           | Gana           | AFR    | 22"81 SB |
| 4    | Yuliya Gushchina    | Rússia         | RUS    | 22"96    |
| 5    | Monika Bejnar       | Polónia        | POL    | 23"21    |
| 6    | Guzel Khubbieva     | Uzbequistão    | ASI    | 23"34    |
| 7    | Cydonie Mothersille | Ilhas Caimã    | AME    | 23"50    |
| 8    | Hariklia Bouda      | Grécia         | GRE    | 23"52    |
| 9    | Melanie Kleeberg    | Austrália      | OCE    | 23"86    |

#### 400 metros
| Pos. | Atleta               | País                           | Equipa | Marca    |
| ---- | -------------------- | ------------------------------ | ------ | -------- |
| 1    | LaShawn Merritt      | Estados Unidos                 | USA    | 44"54    |
| 2    | Gary Kikaya          | República Democrática do Congo | AFR    | 44"66    |
| 3    | Dimítrios Régas      | Grécia                         | GRE    | 45"11 NR |
| 4    | Alleyne Francique    | Granada                        | AME    | 45"30    |
| 5    | Daniel Dąbrowski     | Polónia                        | EUR    | 45"61    |
| 6    | Vladislav Frolov     | Rússia                         | RUS    | 45"76    |
| 7    | Marc Raquil          | França                         | FRA    | 46"26    |
| 8    | Clinton Hill         | Austrália                      | OCE    | 46"41    |
| 9    | Rohan Pradeep Kumara | Sri Lanka                      | ASI    | 47"35    |

| Pos. | Atleta             | País           | Equipa | Marca    |
| ---- | ------------------ | -------------- | ------ | -------- |
| 1    | Sanya Richards     | Estados Unidos | USA    | 48"70 WL |
| 2    | Vania Stambolova   | Bulgária       | EUR    | 50"09    |
| 3    | Novlene Williams   | Jamaica        | AME    | 50"24    |
| 4    | Tatyana Veshkurova | Rússia         | RUS    | 50"50    |
| 5    | Faní Halkiá        | Grécia         | GRE    | 50"94 SB |
| 6    | Amy Mbacke Thiam   | Senegal        | AFR    | 51"39    |
| 7    | Olga Tereshkova    | Cazaquistão    | ASI    | 52"57    |
| 8    | Grażyna Prokopek   | Polónia        | POL    | 53"29    |
| 9    | Rosemary Hayward   | Austrália      | OCE    | 54"01    |

#### 800 metros
| Pos. | Atleta                 | País           | Equipa | Marca   |
| ---- | ---------------------- | -------------- | ------ | ------- |
| 1    | Yusuf Saad Kamel       | Bahrein        | ASI    | 1'44"98 |
| 2    | Bram Som               | Países Baixos  | EUR    | 1'45"13 |
| 3    | Mbulaeni Mulaudzi      | África do Sul  | AFR    | 1'45"14 |
| 4    | Gary Reed              | Canadá         | AME    | 1'45"54 |
| 5    | Dmitriy Bogdanov       | Rússia         | RUS    | 1'46"31 |
| 6    | Khadevis Robinson      | Estados Unidos | USA    | 1'46"45 |
| 7    | Florent Lacasse        | França         | FRA    | 1'47"30 |
| 8    | Jason Stewart          | Nova Zelândia  | OCE    | 1'49"01 |
| 9    | Efthímios Papadópoulos | Grécia         | GRE    | 1'49"45 |

| Pos. | Atleta           | País           | Equipa | Marca   |
| ---- | ---------------- | -------------- | ------ | ------- |
| 1    | Zulia Calatayud  | Cuba           | AME    | 2'00"06 |
| 2    | Janeth Jepkosgei | Quênia         | AFR    | 2'00"09 |
| 3    | Olga Kotlyarova  | Rússia         | RUS    | 2'00"84 |
| 4    | Rebecca Lyne     | Reino Unido    | EUR    | 2'00"97 |
| 5    | Aneta Lemiesz    | Polónia        | POL    | 2'01"53 |
| 6    | Hazel Clark      | Estados Unidos | USA    | 2'01"83 |
| 7    | Pinki Paramanik  | Índia          | ASI    | 2'03"28 |
| 8    | Eléni Filándra   | Grécia         | GRE    | 2'05"14 |
| 9    | Libby Allen      | Austrália      | OCE    | 2'07"31 |

#### 1500 metros
| Pos. | Atleta                      | País           | Equipa | Marca   |
| ---- | --------------------------- | -------------- | ------ | ------- |
| 1    | Alex Kipchirchir            | Quênia         | AFR    | 3'52"60 |
| 2    | Ivan Heshko                 | Ucrânia        | EUR    | 3'53"33 |
| 3    | Nicholas Willis             | Nova Zelândia  | OCE    | 3'54"76 |
| 4    | Gabriel Jennings            | Estados Unidos | USA    | 3'55"09 |
| 5    | Ramil Aritkulov             | Rússia         | RUS    | 3'55"11 |
| 6    | Nathan Brannen              | Canadá         | AME    | 3'55"16 |
| 7    | Abdulrahman Suleiman        | Catar          | ASI    | 3'55"67 |
| 8    | Mahiedine Mekhissi-Benabbad | França         | FRA    | 3'55"89 |
| 9    | Panayiótis Ikonómou         | Grécia         | GRE    | 3'59"00 |

| Pos. | Atleta               | País           | Equipa | Marca      |
| ---- | -------------------- | -------------- | ------ | ---------- |
| 1    | Maryam Yusuf Jamal   | Bahrein        | ASI    | 4'00"84 CR |
| 2    | Tatyana Tomashova    | Rússia         | RUS    | 4'02"45    |
| 3    | Sarah Jamieson       | Austrália      | OCE    | 4'02"82    |
| 4    | Daniela Yordanova    | Bulgária       | EUR    | 4'02"97    |
| 5    | Lidia Chojecka       | Polónia        | POL    | 4'06"52    |
| 6    | Carmen Douma-Hussar  | Canadá         | AME    | 4'07"36    |
| 7    | Nouria Mérah-Benida  | Argélia        | AFR    | 4'10"25    |
| 8    | Treniere Clement     | Estados Unidos | USA    | 4'13"55    |
| 9    | Kalliópi Astropekáki | Grécia         | GRE    | 4'40"68    |

#### 3000 metros
| Pos. | Atleta              | País           | Equipa | Marca      |
| ---- | ------------------- | -------------- | ------ | ---------- |
| 1    | Craig Mottram       | Austrália      | OCE    | 7'32"19 CR |
| 2    | Kenenisa Bekele     | Etiópia        | AFR    | 7'36"25    |
| 3    | Driss Maazouzi      | França         | FRA    | 7'47"80 SB |
| 4    | Kevin Sullivan      | Canadá         | AME    | 7'47"99    |
| 5    | Adam Goucher        | Estados Unidos | USA    | 7'48"15    |
| 6    | Jesús España        | Espanha        | EUR    | 7'50"09    |
| 7    | Sergey Ivanov       | Rússia         | RUS    | 7'52"80    |
| 8    | Tareq Mubarak Taher | Bahrein        | ASI    | 8'03"70    |
| 9    | Anastásios Frággos  | Grécia         | GRE    | 8'17"30    |

| Pos. | Atleta           | País           | Equipa | Marca      |
| ---- | ---------------- | -------------- | ------ | ---------- |
| 1    | Tirunesh Dibaba  | Etiópia        | AFR    | 8'33"78 CR |
| 2    | Lidia Chojecka   | Polónia        | POL    | 8'39"69    |
| 3    | Kara Goucher     | Estados Unidos | USA    | 8'41"42 PB |
| 4    | Eloise Wellings  | Austrália      | OCE    | 8'41"78 PB |
| 5    | Kayoko Fukushi   | Japão          | ASI    | 8'44"58 SB |
| 6    | Krisztina Papp   | Hungria        | EUR    | 8'51"15    |
| 7    | Yuliya Fomenko   | Rússia         | RUS    | 8'59"67 SB |
| 8    | María Protópappa | Grécia         | GRE    | 9'00"15 SB |
| 9    | Megan Metcalfe   | Canadá         | AME    | 9'04"90    |

#### 5000 metros
| Pos. | Atleta                 | País           | Equipa | Marca    |
| ---- | ---------------------- | -------------- | ------ | -------- |
| 1    | Saif Saaeed Shaheen    | Catar          | ASI    | 13'35"30 |
| 2    | Mike Kipruto Kigen     | Quênia         | AFR    | 13'36"19 |
| 3    | Matthew Tegenkamp      | Estados Unidos | USA    | 13'36"83 |
| 4    | Jan Fitschen           | Alemanha       | EUR    | 13'45"38 |
| 5    | Marílson dos Santos    | Brasil         | AME    | 13'47"15 |
| 6    | Khalid Zoubaa          | França         | FRA    | 13'49"44 |
| 7    | Sergey Ivanov          | Rússia         | RUS    | 13'50"16 |
| 8    | Adrian Blincoe         | Nova Zelândia  | OCE    | 14'03"29 |
| 9    | Padeleímon Savvópoulos | Grécia         | GRE    | 14'26"62 |

| Pos. | Atleta              | País           | Equipa | Marca       |
| ---- | ------------------- | -------------- | ------ | ----------- |
| 1    | Meseret Defar       | Etiópia        | AFR    | 14'39"11 CR |
| 2    | Liliya Shobukhova   | Rússia         | RUS    | 15'05"33    |
| 3    | Kayoko Fukushi      | Japão          | ASI    | 15'06"69    |
| 4    | Kimberley Smith     | Nova Zelândia  | OCE    | 15'12"15    |
| 5    | Lauren Fleshman     | Estados Unidos | USA    | 15'17"65    |
| 6    | Sabrina Mockenhaupt | Alemanha       | EUR    | 15'34"61    |
| 7    | María Protópappa    | Grécia         | GRE    | 15'49"50    |
| 8    | Katarzyna Kowalska  | Polónia        | POL    | 16'18"35    |
| 9    | Lucélia Peres       | Brasil         | AME    | 16'23"72    |

#### 110 metros barreiras/100 metros barreiras
| Pos. | Atleta              | País           | Equipa | Marca    |
| ---- | ------------------- | -------------- | ------ | -------- |
| 1    | Allen Johnson       | Estados Unidos | USA    | 12"96 CR |
| 2    | Liu Xiang           | China          | ASI    | 13"03    |
| 3    | Dayron Robles       | Cuba           | AME    | 13"06    |
| 4    | Stanislavs Olijars  | Letônia        | EUR    | 13"15 SB |
| 5    | Cédric Lavanne      | França         | FRA    | 13"56    |
| 6    | Igor Peremota       | Rússia         | RUS    | 13"57    |
| 7    | James Mortimer      | Nova Zelândia  | OCE    | 13"94    |
| 8    | Theópistos Mavrídis | Grécia         | GRE    | 13"96    |
| 9    | Aymen Ben Ahmed     | Tunísia        | AFR    | 14"08    |

| Pos. | Atleta                 | País           | Equipa | Marca    |
| ---- | ---------------------- | -------------- | ------ | -------- |
| 1    | Brigitte Foster-Hylton | Jamaica        | AME    | 12"67    |
| 2    | Susanna Kallur         | Suécia         | EUR    | 12"77    |
| 3    | Virginia Powell        | Estados Unidos | USA    | 12"90    |
| 4    | Sally McLellan         | Austrália      | OCE    | 12"95 SB |
| 5    | Aurelia Trywianska     | Polónia        | POL    | 12"97    |
| 6    | Aleksandra Antonova    | Rússia         | RUS    | 13"12    |
| 7    | Flóra Redoúmi          | Grécia         | GRE    | 13"23    |
| 8    | Toyin Augustus         | Nigéria        | AFR    | 13"27    |
| 9    | Yun Feng               | China          | ASI    | 13"32    |

#### 400 metros barreiras
| Pos. | Atleta               | País           | Equipa | Marca |
| ---- | -------------------- | -------------- | ------ | ----- |
| 1    | Kerron Clement       | Estados Unidos | USA    | 48"12 |
| 2    | L.J. van Zyl         | África do Sul  | AFR    | 48"35 |
| 3    | Marek Plawgo         | Polónia        | EUR    | 48"76 |
| 4    | Kemel Thompson       | Jamaica        | AME    | 48"80 |
| 5    | Naman Keïta          | França         | FRA    | 49"53 |
| 6    | Aleksandr Derevyagin | Rússia         | RUS    | 49"83 |
| 7    | Tristan Thomas       | Austrália      | OCE    | 50"00 |
| 8    | Minás Alozídis       | Grécia         | GRE    | 51"12 |
| 9    | Yevgeniy Meleshenko  | Cazaquistão    | ASI    | 51"55 |

| Pos. | Atleta               | País           | Equipa | Marca    |
| ---- | -------------------- | -------------- | ------ | -------- |
| 1    | Yuliya Pechonkina    | Rússia         | RUS    | 53"88    |
| 2    | Lashinda Demus       | Estados Unidos | USA    | 54"06    |
| 3    | Anna Jesien          | Polónia        | POL    | 54"48 SB |
| 4    | Tetiana Tereschuk    | Ucrânia        | EUR    | 54"55    |
| 5    | Daimí Pernía         | Cuba           | AME    | 54"60 SB |
| 6    | Huang Xiaoxiao       | China          | ASI    | 55"06 SB |
| 7    | Janet Wienand        | África do Sul  | AFR    | 56"31    |
| 8    | Hristína Hantzí-Neag | Grécia         | GRE    | 56"35 SB |
| 9    | Lauren Boden         | Austrália      | OCE    | 58"22    |

#### 3000 metros obstáculos
| Pos. | Atleta                  | País           | Equipa | Marca      |
| ---- | ----------------------- | -------------- | ------ | ---------- |
| 1    | Saif Saaeed Shaheen     | Catar          | ASI    | 8'19"09 CR |
| 2    | Paul Kipsiele Koech     | Quênia         | AFR    | 8'19"37    |
| 3    | Bouabdellah Tahri       | França         | FRA    | 8'29"06    |
| 4    | Jukka Keskisalo         | Finlândia      | EUR    | 8'29"42    |
| 5    | Youcef Abdi             | Austrália      | OCE    | 8'36"13    |
| 6    | Pavel Potapovich        | Rússia         | RUS    | 8'38"95    |
| 7    | Steve Slattery          | Estados Unidos | USA    | 8'43"15    |
| 8    | Fernando Alex Fernandes | Brasil         | AME    | 8'43"38    |
| 9    | Aléxandros Lítsis       | Grécia         | GRE    | 9'10"83    |

| Pos. | Atleta               | País           | Equipa | Marca    |
| ---- | -------------------- | -------------- | ------ | -------- |
| 1    | Alesia Turava        | Bielorrússia   | EUR    | 9'29"10  |
| 2    | Jeruto Kiptum        | Quênia         | AFR    | 9'31"44  |
| 3    | Wioletta Frankiewicz | Polónia        | POL    | 9'35"08  |
| 4    | Victoria Mitchell    | Austrália      | OCE    | 9'36"34  |
| 5    | Tatyana Petrova      | Rússia         | RUS    | 9'36"50  |
| 6    | Korene Hinds         | Jamaica        | AME    | 9'47"86  |
| 7    | Lisa Galaviz         | Estados Unidos | USA    | 9'49"32  |
| 8    | Minori Hayakari      | Japão          | ASI    | 9'49"49  |
| 9    | Iríni Kokkinaríou    | Grécia         | GRE    | 10'35"78 |

#### Estafeta 4 x 100 metros
| Pos. | Atletas | Equipa | Marca    |
| ---- | --- | ------ | -------- |
| 1    | Kaaron Conwright · Wallace Spearmon · Tyson Gay · Jason Smoots, Estados Unidos                                 | USA    | 37"59 CR |
| 2    | Dwain Chambers · Dwayne Grant · Marlon Devonish · Mark Lewis-Francis, Reino Unido                              | EUR    | 38"45    |
| 3    | Naoki Tsukahara · Shingo Suetsugu · Shinji Takahira · Shigeyuki Kojima, Japão                                  | ASI    | 38"51    |
| 4    | Maksim Mokrousov · Mikhail Yegorychev · Roman Smirnov · Andrey Yepishin, Rússia                                | RUS    | 38"78    |
| 5    | Adetoye Durotoye, Nigéria · Uchenna Emedolu, Nigéria · Stéphane Buckland, Ilhas Maurícias · Eric Nkansah, Gana | AFR    | 38"87    |
| 6    | Daniel Batman · Patrick Johnson · Ambrose Ezenwa · Aaron Rouge-Serret, Austrália                               | OCE    | 39"48    |
| 7    | Oudère Kankarafou · Dimitri Demonière · Fabrice Calligny · Aimé-Issa Nthépé, França                            | FRA    | 39"67    |
| 8    | Ioánnis Polítis · Andreás Karayannis · Aristídis Petrídis · Panayiótis Sarrís, Grécia                          | GRE    | 39"84    |
|      | Dwight Thomas, Jamaica · Marc Burns, Trinidad e Tobago · Chris Williams, Jamaica · Asafa Powell, Jamaica       | AME    | DNF      |

| Pos. | Atletas | Equipa | Marca    |
| ---- | --- | ------ | -------- |
| 1    | Aleen Bailey, Jamaica · Debbie Ferguson, Bahamas · Cydonie Mothersill, Ilhas Caimã · Sherone Simpson, Jamaica | AME    | 42"26 WL |
| 2    | Yulia Gushchina · Natalia Rusakova · Irina Khabarova · Ekaterina Grigorieva, Rússia                           | RUS    | 42"36 SB |
| 3    | Franca Idoko, Nigéria · Endurance Ojokolo, Nigéria · Esther Dankwah, Gana · Vida Anim, Gana                   | AFR    | 43"61    |
| 4    | Ewelina Klocek · Daria Onysko · Dorota Dydo · Beata Makaruk, Polónia                                          | POL    | 43"91 SB |
| 5    | Preya Carey · Sally McLellan · Melanie Kleeberg · Fiona Cullen, Austrália                                     | OCE    | 44"26    |
| 6    | Sangwan Jaksunin · Oranut Klomdee · Juthamas Thavoncharoen · Nongnuch Saenrat, Tailândia                      | ASI    | 44"27    |
| 7    | Haríklia Boudá · Zoí Nerantzídou · Elefthería Kobídou · Yeoryía Koklóni, Grécia                               | GRE    | 44"29    |
| 8    | Anyika Onuora · Emma Ania · Emily Freeman · Joice Maduaka, Reino Unido                                        | EUR    | 47"61    |
|      | Wyllesheia Myrick · Stephanie Durst · Me'Lisa Barber · Torri Edwards, Estados Unidos                          | USA    | DQ       |

#### Estafeta 4 x 400 metros
| Pos. | Atletas | Equipa | Marca   |
| ---- | --- | ------ | ------- |
| 1    | Jamel Ashley · Derrick Brew · LaShawn Merritt · Darold Williamson, Estados Unidos                                                      | USA    | 3'00"11 |
| 2    | Chris Brown, Bahamas · Michael Blackwood, Jamaica · Carlos Santa, República Dominicana · Alleyne Francique, Granada                    | AME    | 3'00"14 |
| 3    | Paul Gorries, África do Sul · Gary Kikaya, República Democrática do Congo · Young Talkmore Nyongani, Zimbabwe · Malik Louahla, Argélia | AFR    | 3'00"88 |
| 4    | Brice Panel · Leslie Djhone · Naman Keïta · Marc Raquil, França                                                                        | FRA    | 3'03"85 |
| 5    | Rafal Wieruszewski, Polónia · Kamghe Gaba, Alemanha · Daniel Dabrowski, Polónia · Andrea Barberi, Itália                               | EUR    | 3'03"90 |
| 6    | Dmitry Petrov · Vladislav Frolov · Aleksandr Derevyagin · Yevgeniy Lebedev, Rússia                                                     | RUS    | 3'04"15 |
| 7    | Prasanna S. Amarasekara, Sri Lanka · Yuzo Kanemaru, Japão · Hamed Hamadan Al-Bishi, Catar · Mohammed Al-Salhi, Arábia Saudita          | ASI    | 3'04"67 |
| 8    | Tristan Thomas · Daniel Batman · Clinton Hill · Sean Wroe, Austrália                                                                   | OCE    | 3'05"54 |
| 9    | Stilianós Dimótsios · Padeleímon Melahrinoúdis · Yeóryios Doúpis · Dimítrios Régas, Grécia                                             | GRE    | 3'09"68 |

| Pos. | Atletas | Equipa | Marca      |
| ---- | --- | ------ | ---------- |
| 1    | Shericka Williams, Jamaica · Tonique Williams, Bahamas · Christine Amertil, Bahamas · Novlene Williams, Jamaica       | AME    | 3'19"84 WL |
| 2    | DeeDee Trotter · Monique Henderson · Moushaumi Robinson · Lashinda Demus, Estados Unidos                              | USA    | 3'20"69 SB |
| 3    | Svetlana Pospelova · Olga Kotlyarova · Yuliya Pechonkina · Tatyana Veshkurova, Rússia                                 | RUS    | 3'21"21 SB |
| 4    | Mariyana Dimitrova, Bulgária · Nataliya Pyhyda, Ucrânia · Ilona Usovich, Bielorrússia · Vania Stambolova, Bulgária    | EUR    | 3'22"35    |
| 5    | Grazyna Prokopek · Monika Bejnar · Aneta Lemiesz · Anna Jesien, Polónia                                               | POL    | 3'27"22    |
| 6    | Amy Mbacke Thiam, Senegal · Louise Ayétotché, Costa do Marfim · Amantle Montsho, Botswana · Christy Ekpukhon, Nigéria | AFR    | 3'27"65    |
| 7    | Hristína Hantzí-Neag · Stilianí Dimóglou · Aléna-María Pádi · Dímitra Dóva, Grécia                                    | GRE    | 3'35"79    |
| 8    | Rosemary Hayward · Caitlin Willis-Pincott · Angeline Blackburn · Rebecca Irwin, Austrália                             | OCE    | 3'36"36    |
| 9    | Asami Tanno, Japão · Chitra K. Soman, Índia · Sathi Geetha, Índia · Manjeet Kaur, Índia                               | ASI    | 3'38"85    |

#### Salto em altura
| Pos. | Atleta             | País           | Equipa | Marca  |
| ---- | ------------------ | -------------- | ------ | ------ |
| 1    | Tomáš Janku        | Chéquia        | EUR    | 2,28 m |
| 2    | Andrey Silnov      | Rússia         | RUS    | 2,24 m |
| 3    | Tora Harris        | Estados Unidos | USA    | 2,24 m |
| 4    | Kabelo Kgosiemang  | Botswana       | AFR    | 2,20 m |
| 5    | Dimitríos Sirrákos | Grécia         | GRE    | 2,20 m |
| 6    | Jessé de Lima      | Brasil         | AME    | 2,15 m |
| 7    | Mustapha Raifak    | França         | FRA    | 2,10 m |
| 8    | Liam Zamel-Paez    | Austrália      | OCE    | 2,05 m |
|      | Huang Haiqiang     | China          | ASI    | DNS    |

| Pos. | Atleta               | País           | Equipa | Marca     |
| ---- | -------------------- | -------------- | ------ | --------- |
| 1    | Yelena Slesarenko    | Rússia         | RUS    | 1,97 m    |
| 2    | Tia Hellebaut        | Bélgica        | EUR    | 1,97 m    |
| 3=   | Marina Aitova        | Cazaquistão    | ASI    | 1,94 m PB |
| 3=   | Amy Acuff            | Estados Unidos | USA    | 1,94 m    |
| 5    | Nicole Forrester     | Canadá         | AME    | 1,94 m PB |
| 6    | Anna Ksok            | Polónia        | POL    | 1,87 m    |
| 7=   | Persefóni Hatzinákou | Grécia         | GRE    | 1,83 m    |
| 7=   | Rene van der Merwe   | África do Sul  | AFR    | 1,83 m    |
| 9    | Angela McKee         | Nova Zelândia  | OCE    | 1,79 m    |

#### Salto com vara
| Pos. | Atleta              | País           | Equipa | Marca  |
| ---- | ------------------- | -------------- | ------ | ------ |
| 1    | Steven Hooker       | Austrália      | OCE    | 5,80 m |
| 2    | Daichi Sawano       | Japão          | ASI    | 5,70 m |
| 3    | Germán Chiaraviglio | Argentina      | AME    | 5,70 m |
| 4    | Romain Mesnil       | França         | FRA    | 5,60 m |
| 5=   | Russ Buller         | Estados Unidos | USA    | 5,50 m |
| 5=   | Okkert Brits        | África do Sul  | AFR    | 5,50 m |
| 5=   | Aleksandr Averbukh  | Israel         | EUR    | 5,50 m |
| 8    | Stávros Kouroupákis | Grécia         | GRE    | 5,40 m |
| 9    | Dmitry Starodubtsev | Rússia         | RUS    | 5,20 m |

| Pos. | Atleta              | País           | Equipa | Marca     |
| ---- | ------------------- | -------------- | ------ | --------- |
| 1    | Yelena Isinbayeva   | Rússia         | RUS    | 4,60 m CR |
| 2    | Fabiana Murer       | Brasil         | AME    | 4,55 m    |
| 3    | Gao Shuying         | China          | ASI    | 4,50 m SB |
| 4    | Martina Strutz      | Alemanha       | EUR    | 4,40 m    |
| 5    | Monika Pyrek        | Polónia        | POL    | 4,30 m    |
| 6    | Afrodíti Skafída    | Austrália      | ASP    | 4,15 m    |
| 7    | Syrine Balti        | Tunísia        | AFR    | 4,00 m    |
|      | Jennifer Stuczynski | Estados Unidos | USA    | NM        |
|      | Kym Howe            | Austrália      | OCE    | NM        |

#### Salto em comprimento
| Pos. | Atleta                      | País           | Equipa | Marca  |
| ---- | --------------------------- | -------------- | ------ | ------ |
| 1    | Irving Saladino             | Panamá         | AME    | 8,26 m |
| 2    | Andrew Howe                 | Itália         | EUR    | 8,12 m |
| 3    | Mohamed Salman Al Khuwalidi | Arábia Saudita | ASI    | 8,11 m |
| 4    | Ignisious Gaisah            | Gana           | AFR    | 8,09 m |
| 5    | Salim Sdiri                 | França         | FRA    | 8,03 m |
| 6    | Brian Johnson               | Estados Unidos | USA    | 7,88 m |
| 7    | Ruslan Gataullin            | Rússia         | RUS    | 7,64 m |
| 8    | Fabrice Lapierre            | Austrália      | OCE    | 7,58 m |
|      | Loúis Tsátoumas             | Grécia         | GRE    | NM     |

Todos os saltos foram efectuados com vento regulamentar
| Pos. | Atleta                 | País           | Equipa | Marca  |
| ---- | ---------------------- | -------------- | ------ | ------ |
| 1    | Lyudmila Kolchanova    | Rússia         | RUS    | 6,78 m |
| 2    | Naide Gomes            | Portugal       | EUR    | 6,68 m |
| 3    | Hrysopiyí Devetzí      | Grécia         | GRE    | 6,64 m |
| 4    | Bronwyn Thompson       | Austrália      | OCE    | 6,63 m |
| 5    | Malgorzata Trybanska   | Polónia        | POL    | 6,41 m |
| 6    | Rose Richmond          | Estados Unidos | USA    | 6,38 m |
| 7    | Keila Costa            | Brasil         | AME    | 6,33 m |
| 8    | Olga Rypakova          | Cazaquistão    | ASI    | 6,21 m |
| 9    | Joséphine Mbarga-Bikié | Camarões       | AFR    | 5,87 m |

#### Triplo salto
| Pos. | Atleta                 | País           | Equipa | Marca   |
| ---- | ---------------------- | -------------- | ------ | ------- |
| 1    | Walter Davis           | Estados Unidos | USA    | 17,54 m |
| 2    | Jadel Gregório         | Brasil         | AME    | 17,41 m |
| 3    | Marian Oprea           | Roménia        | EUR    | 17,05 m |
| 4    | Li Yanxi               | China          | ASI    | 16,87 m |
| 5    | Danil Burkenya         | Rússia         | RUS    | 16,84 m |
| 6    | Tarik Bouguetaïb       | Marrocos       | AFR    | 16,57 m |
| 7    | Julien Kapek           | França         | FRA    | 16,56 m |
| 8    | Alwyn Jones            | Austrália      | OCE    | 16,42 m |
|      | Konstadínos Zalaggítis | Grécia         | GRE    | NM      |

Todos os saltos foram efectuados com vento regulamentar
| Pos. | Atleta               | País           | Equipa | Marca      |
| ---- | -------------------- | -------------- | ------ | ---------- |
| 1    | Tatyana Lebedeva     | Rússia         | RUS    | 15,13 m CR |
| 2    | Hrysopiyí Devetzí    | Grécia         | GRE    | 15,04 m    |
| 3    | Yamilé Aldama        | Sudão          | AFR    | 14,78 m    |
| 4    | Trecia Smith         | Jamaica        | AME    | 14,64 m    |
| 5    | Anastasiya Juravleva | Uzbequistão    | ASI    | 14,54 m SB |
| 6    | Olha Saladuha        | Ucrânia        | EUR    | 14,16 m    |
| 7    | Shani Marks          | Estados Unidos | USA    | 13,79 m    |
| 8    | Aleksandra Fila      | Polónia        | POL    | 13,34 m    |
| 9    | Linda Allen          | Austrália      | OCE    | 12,95 m    |

Todos os saltos foram efectuados com vento regulamentar

#### Arremesso do peso
| Pos. | Atleta                 | País           | Equipa | Marca   |
| ---- | ---------------------- | -------------- | ------ | ------- |
| 1    | Ralf Bartels           | Alemanha       | EUR    | 20,67 m |
| 2    | Reese Hoffa            | Estados Unidos | USA    | 20,60 m |
| 3    | Pavel Sofin            | Rússia         | RUS    | 20,45 m |
| 4    | Scott Martin           | Austrália      | OCE    | 20,25 m |
| 5    | Dorian Scott           | Jamaica        | AME    | 20,21 m |
| 6    | Gaëtan Bucki           | França         | FRA    | 19,40 m |
| 7    | Navpreet Singh         | Índia          | ASI    | 18,43 m |
| 8    | Yasser Ibrahim Farag   | Egito          | AFR    | 18,23 m |
| 9    | Andreás Anastasópoulos | Grécia         | GRE    | 17,06 m |

| Pos. | Atleta              | País           | Equipa | Marca      |
| ---- | ------------------- | -------------- | ------ | ---------- |
| 1    | Valerie Vili        | Nova Zelândia  | OCE    | 19,87 m SB |
| 2    | Olga Ryabinkina     | Rússia         | RUS    | 19,54 m SB |
| 3    | Yumileidi Cumbá     | Cuba           | AME    | 19,12 m    |
| 4    | Natallia Mikhnevich | Bielorrússia   | EUR    | 19,06 m    |
| 5    | Li Ling             | China          | ASI    | 19,05 m PB |
| 6    | Jillian Camarena    | Estados Unidos | USA    | 18,43 m    |
| 7    | Krystyna Zabawska   | Polónia        | POL    | 17,74 m    |
| 8    | Vivian Chukwuemeka  | Nigéria        | AFR    | 17,72 m    |
| 8    | Iríni Terzóglou     | Grécia         | GRE    | 16,32 m    |

#### Lançamento do disco
| Pos. | Atleta                | País           | Equipa | Marca      |
| ---- | --------------------- | -------------- | ------ | ---------- |
| 1    | Virgilijus Alekna     | Lituânia       | EUR    | 67,19 m    |
| 2    | Ehsan Hadadi          | Irão           | ASI    | 62,60 m SB |
| 3    | Ian Waltz             | Estados Unidos | USA    | 62,12 m    |
| 4    | Omar Ahmed El Ghazaly | Egito          | AFR    | 61,50 m    |
| 5    | Scott Martin          | Austrália      | OCE    | 60,93 m    |
| 6    | Jean-Claude Retel     | França         | FRA    | 58,18 m    |
| 7    | Bogdan Pishchalnikov  | Rússia         | RUS    | 58,17 m    |
| 8    | Stéfanos Kónstas      | Grécia         | GRE    | 58,17 m    |
| 9    | Jason Tunks           | Canadá         | AME    | 56,92 m    |

| Pos. | Atleta               | País           | Equipa | Marca   |
| ---- | -------------------- | -------------- | ------ | ------- |
| 1    | Franka Dietzsch      | Alemanha       | EUR    | 66,17 m |
| 2    | Aretha Thurmond      | Estados Unidos | USA    | 61,83 m |
| 3    | Song Aimin           | China          | ASI    | 61,47 m |
| 4    | Darya Pishchalnikova | Rússia         | RUS    | 61,39 m |
| 5    | Wioletta Potepa      | Polónia        | POL    | 60,82 m |
| 6    | Dani Samuels         | Austrália      | OCE    | 59,68 m |
| 7    | Yania Ferrales       | Cuba           | AME    | 58,93 m |
| 8    | Elizna Naude         | África do Sul  | AFR    | 56,11 m |
| 9    | Aretí Abatzí         | Grécia         | GRE    | 53,66 m |

#### Lançamento do dardo
| Pos. | Atleta              | País           | Equipa | Marca      |
| ---- | ------------------- | -------------- | ------ | ---------- |
| 1    | Andreas Thorkildsen | Noruega        | EUR    | 87,17 m    |
| 2    | Gerhardus Pienaar   | África do Sul  | AFR    | 83,62 m    |
| 3    | Aleksandr Ivanov    | Rússia         | RUS    | 81,87 m    |
| 4    | Chen Qi             | China          | ASI    | 79,20 m    |
| 5    | Geórgios Íltsios    | Grécia         | GRE    | 75,74 m    |
| 6    | Stuart Farquhar     | Nova Zelândia  | OCE    | 74,55 m    |
| 7    | Rob Minnitti        | Estados Unidos | USA    | 73,40 m    |
| 8    | Bérenger Demerval   | França         | FRA    | 67,68 m    |
| 9    | Robinson Pratt      | México         | AME    | 29,02 m PB |

| Pos. | Atleta            | País           | Equipa | Marca   |
| ---- | ----------------- | -------------- | ------ | ------- |
| 1    | Steffi Nerius     | Alemanha       | EUR    | 63,37 m |
| 2    | Sonia Bisset      | Cuba           | AME    | 61,74 m |
| 3    | Justine Robbeson  | África do Sul  | AFR    | 61,38 m |
| 4    | Barbara Madejczyk | Polónia        | POL    | 59,63 m |
| 5    | Kimberley Mickle  | Austrália      | OCE    | 58,52 m |
| 6    | Sávva Líka        | Grécia         | GRE    | 58,36 m |
| 7    | Lada Chernova     | Rússia         | RUS    | 58,29 m |
| 8    | Kim Kreiner       | Estados Unidos | USA    | 54,34 m |
| 9    | Ma Ning           | China          | ASI    | 52,54 m |

#### Lançamento do martelo
| Pos. | Atleta                   | País           | Equipa | Marca      |
| ---- | ------------------------ | -------------- | ------ | ---------- |
| 1    | Koji Murofushi           | Japão          | ASI    | 82,01 m SB |
| 2    | Ivan Tsikhan             | Bielorrússia   | EUR    | 80,00 m    |
| 3    | Ilya Konovalov           | Rússia         | RUS    | 77,14 m    |
| 4    | A.G. Kruger              | Estados Unidos | USA    | 75,53 m    |
| 5    | Aléxandros Papadimitríou | Grécia         | GRE    | 74,13 m    |
| 6    | James Steacy             | Canadá         | AME    | 74,04 m    |
| 7    | Chris Harmse             | África do Sul  | AFR    | 73,94 m    |
| 8    | Stuart Rendell           | Austrália      | OCE    | 71,99 m    |
| 9    | Christophe Épalle        | França         | FRA    | 71,43 m    |

| Pos. | Atleta                 | País           | Equipa | Marca      |
| ---- | ---------------------- | -------------- | ------ | ---------- |
| 1    | Kamila Skolimowska     | Polónia        | POL    | 75,29 m SB |
| 2    | Tatyana Lysenko        | Rússia         | RUS    | 74,44 m    |
| 3    | Yipsi Moreno           | Cuba           | AME    | 73,99 m    |
| 4    | Zhang Wenxiu           | China          | ASI    | 71,19 m    |
| 5    | Maryia Smaliachkova    | Bielorrússia   | EUR    | 68,93 m    |
| 6    | Erin Gilreath          | Estados Unidos | USA    | 67,39 m    |
| 7    | Brooke Krueger-Billett | Austrália      | OCE    | 65,92 m    |
| 8    | Alexándra Papageorgíou | Grécia         | GRE    | 65,22 m    |
| 9    | Marwa Hussein          | Egito          | AFR    | 60,23 m    |

## Legenda
- WR: Recorde do mundo
- AR: Recorde continental
- NR: Recorde nacional
- CR: Recorde da competição
- PB: Recorde pessoal
- WL: Melhor marca mundial do ano
- SB: Melhor marca pessoal do ano
- DQ: Desqualificado
- DNF: Abandono
- DNS: Não partiu
- NM: Não marcou